# Valentina Borisenková
Valentina Michajlovna Borisenková-Bělovová (rusky Валентина Михайловна Борисенко – Valentina Michajlovna Borisenko, rozená Белова – Bělova; 28. ledna 1920, Čerepovec – 6. března 1993, Petrohrad) byla ruská a sovětská šachistka.
Od poloviny čtyřicátých do poloviny šedesátých let 20. století patřila Borisenková k absolutní světové špičce. Na turnaji o titul mistryně světa v šachu, který se konal na přelomu let 1949–1950 v Moskvě skončila společně s Jelizavetou Bykovovou na třetím a čtvrtém místě (zvítězila Ljudmila Ruděnková a druhá byla Olga Rubcovová). Roku 1950 jí FIDE udělila titul mezinárodní mistryně.
V dalších letech se pravidelně zúčastňovala turnajů kandidátek: roku 1952 v Moskvě byla čtvrtá až šestá, 1955 opět v Moskvě pátá, 1959 v Plovdivu osmá, 1961 ve Vrnjačke Banje druhá (tento výsledek odpovídal třetímu místu na světě) a 1964 v Suchumi sedmá až osmá.
Pětkrát zvítězila na ženském šachovém mistrovství Sovětského svazu (1945, 1955, 1957, 1960 a 1961).
Roku 1978 FIDE udělila Borisenkové titul mezinárodní velmistryně.

## Výsledky na MS v šachu žen
| Rok       | Turnaj / zápas                          | Místo  | Výsledek | Pořadí |
| 1949-1950 | 8. turnaj mistrovství světa v šachu žen | Moskva | +9 -4 =2 | 3.-4.  |